# Cavaliers

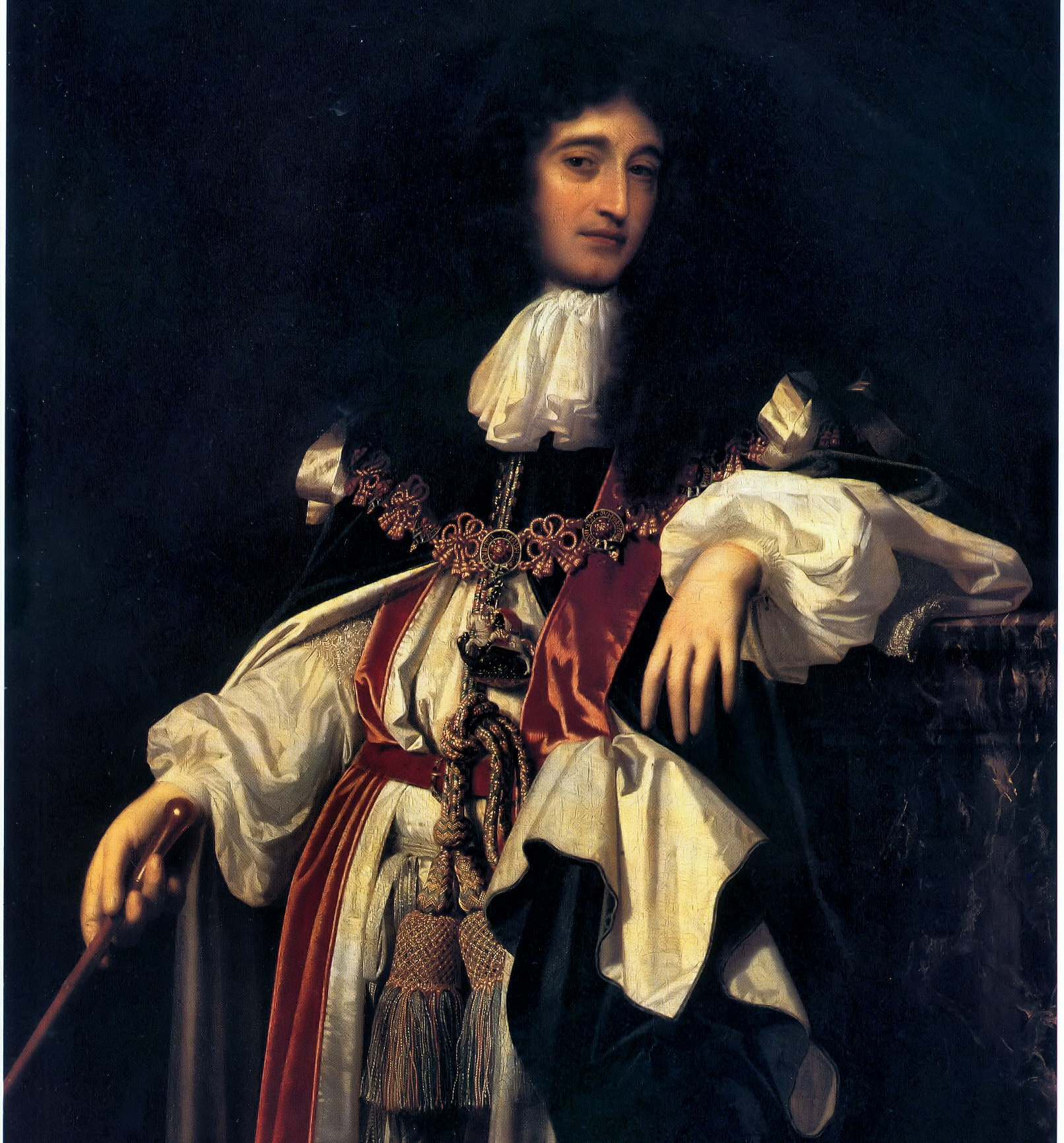
Prins Ruprecht van de Palts, een neef van koning Karel I, hier op een portret van de Nederlandse schilder Simon Verelst, was commandant van een groot deel van de cavalerie van de koning en wordt wel gezien als het prototype van de cavalier

Cavaliers is de benaming die tijdens en na de Engelse Burgeroorlog (1642-1651) werd gebruikt om de koningsgezinden aan te duiden, die koning Karel I van Engeland steunden in zijn strijd tegen het parlement van Engeland.

## Naam
De naam ontstond vermoedelijk in 1642 en was in eerste instantie bedoeld als scheldwoord. In het Frans betekent het woord cavalier ruiter, edelman. De term werd door de royalisten echter overgenomen als geuzennaam. De royalisten stonden bekend om hun weelderige haardracht, gepaard aan kleurige kostuums van kostbare zijde en hoeden met pluimen. Op hun beurt betitelden zij hun tegenstanders, de parlementsgezinden, als roundheads. Deze term sloeg op het meer in zwang zijnde kortere kapsel van die partij. In de praktijk was er echter niet zo'n groot verschil in uiterlijk als uit deze tegenstelling in benamingen blijkt.

## Cavalier Parliament
Na de overwinning van de parlementaire partij trokken de cavaliers zich terug op hun landgoederen waar ze de moeilijke tijden trachtten te overleven. In 1660 kwam de Restauratie van de Stuarts tot stand zonder noemenswaardige bijdrage van de cavaliers. Op 8 mei 1661 wonnen zij echter de verkiezingen van de republikeinen en presbyterianen, waarna ze als het Cavalier Parliament Engeland gedurende 18 jaar bestuurden. Ze waren het langstzittende parlement in de Engelse geschiedenis. In de 17e eeuw waren het ontbinden van het parlement en het uitschrijven van verkiezingen het exclusieve voorrecht van de monarch. Daar stond tegenover dat het parlement de bevoegdheid had belastingen te heffen en de koning zodoende bij het parlement moest bedelen om zijn persoonlijke dotatie en om fondsen voor het uitbreiden van het leger. Oorlogsverklaring en buitenlandse politiek in het algemeen waren wederom het prerogatief van de vorst. Op deze wijze hielden de koning en het parlement elkaar onder controle.

## Clarendon Code
Het Cavalier Parliament dwong koning Karel II van Engeland tot een anglicaanse politiek. Het steunde eerste minister Edward Hyde, 2e graaf van Clarendon, die wetgeving invoerde die als de Clarendon Code bekendstond. Katholieken en dissenters werden tegen de zin van Karel uitgesloten van overheidsfuncties door de Test Act. Clarendon speelde met het idee om het parlement buitenspel te zetten en de macht voortaan in een Privy Council te concentreren, waarover hijzelf de leiding zou hebben. Dat vond Karel II echter een stap te ver: Clarendon werd ontslagen en in zijn plaats trad een groepje cavaliers dat het CABAL-kabinet werd genoemd, een acroniem voor hun namen.

## Green Ribbon Club
Het Cavalier Parliament voelde niets voor de oorlog van 1672 aan Franse zijde tegen de Nederlanden. In januari 1673 dwong het de koning om zich uit deze oorlog terug te trekken. Daarna verslechterden de verhoudingen tussen het parlement en Karel II, die zich in het geheim door zijn neef Lodewijk XIV liet financieren. In het parlement ontstond een oppositie onder aanvoering van de pro-Nederlandse Anthony Ashley Cooper, 1e graaf van Shaftesbury, die aanvankelijk deel van de CABAL had uitgemaakt, maar zich niet met Karels tolerantiebeleid voor katholieken kon verzoenen, noch met diens Franse sympathieën. Deze groep noemde zichzelf de Green Ribbon Club en zou na 1678 worden aangeduid als Whigs. De cavaliers zouden de nieuwe scheldnaam Tories krijgen.

## Tories en Whigs
Uiteindelijk ontbond de koning het Cavalier Parliament in december 1678. In 1681 riep Karel het parlement bijeen in Oxford. De Whigs rond Shaftesbury kwamen met veel machtsvertoon naar de zitting, maar Karel verraste alle gegadigden door eensklaps het parlement opnieuw te ontbinden. Shaftesbury werd vervolgd, omdat zijn volgelingen in Oxford een privémilitie zouden hebben gevormd en vluchtte daarop naar Nederland. Hierna heeft Karel nooit meer een parlement bijeengeroepen: de subsidie die hij uit Frankrijk ontving, in combinatie met een hoogconjunctuur die omstreeks 1680 begon, zorgde ervoor dat hij geen parlementen meer nodig had. In principe was hij niet tegen het concept van democratische vertegenwoordiging, maar vanuit zijn perspectief had het parlement hem sedert de jaren 1670 alleen maar tegengewerkt. In de laatste jaren van zijn regering poogde hij zo veel mogelijk koningsgezinden, aanhangers van de Country Party, officiële ambten op lokaal niveau te laten bekleden en de anti-Franse Whigs die in de grotere steden - waaronder Londen - sterk vertegenwoordigd waren, uit hun posten te ontheffen. De tegenstelling tussen Tories en Whigs verdrong hierbij geleidelijk het begrip ‘cavalier’.